# Sarphatikade
De Sarphatikade is sinds 1878 een straat in Amsterdam-Centrum.
De straat ligt in het begin op de noordelijke oever van de Singelgracht en verderop op de westoever van de Amstel. Zij begint bij Oosteinde tegenover De Nederlandsche Bank, volgt de Singelgracht tot aan de Amstel en gaat vervolgens "de hoek om", langs de Amstel tot aan het talud van de Hogesluis in de Sarphatistraat. Dat laatste stuk ligt recht tegenover het Amstelhotel. Aan beide delen van de kade zijn ligplaatsen voor woonschepen en -arken.
Naamgever van de kade was Samuel Sarphati, tevens naamgever van de nabijgelegen straat en het verder weg gelegen Sarphatipark. In 1942 (tijdens de bezetting in de tweede wereldoorlog) werd de straatnaam gewijzigd in Vening Meineszkade. Ook veel andere namen van Amsterdamse straten en parken die naar joden of toen nog levende leden van het koninklijk huis verwezen werden toen aangepast. Deze naamsverandering werd vlak na de bevrijding teruggedraaid, op 18 mei 1945.
Aan de kade staat een gemeentelijk monument: Sarphatikade 13, alwaar architect Constantijn Muysken aan het eind van de jaren tachtig van de negentiende eeuw enige tijd gewoond en gewerkt heeft. Dit huis is niet door Muysken ontworpen, maar door J.P. Wolff. Van september 1897 tot oktober 1900 heeft ook de componist Julius Röntgen met zijn gezin op de Sarphatikade 13 gewoond en daar onder anderen zijn Noorse collega Edvard Grieg en diens vrouw Nina als logés gehad .

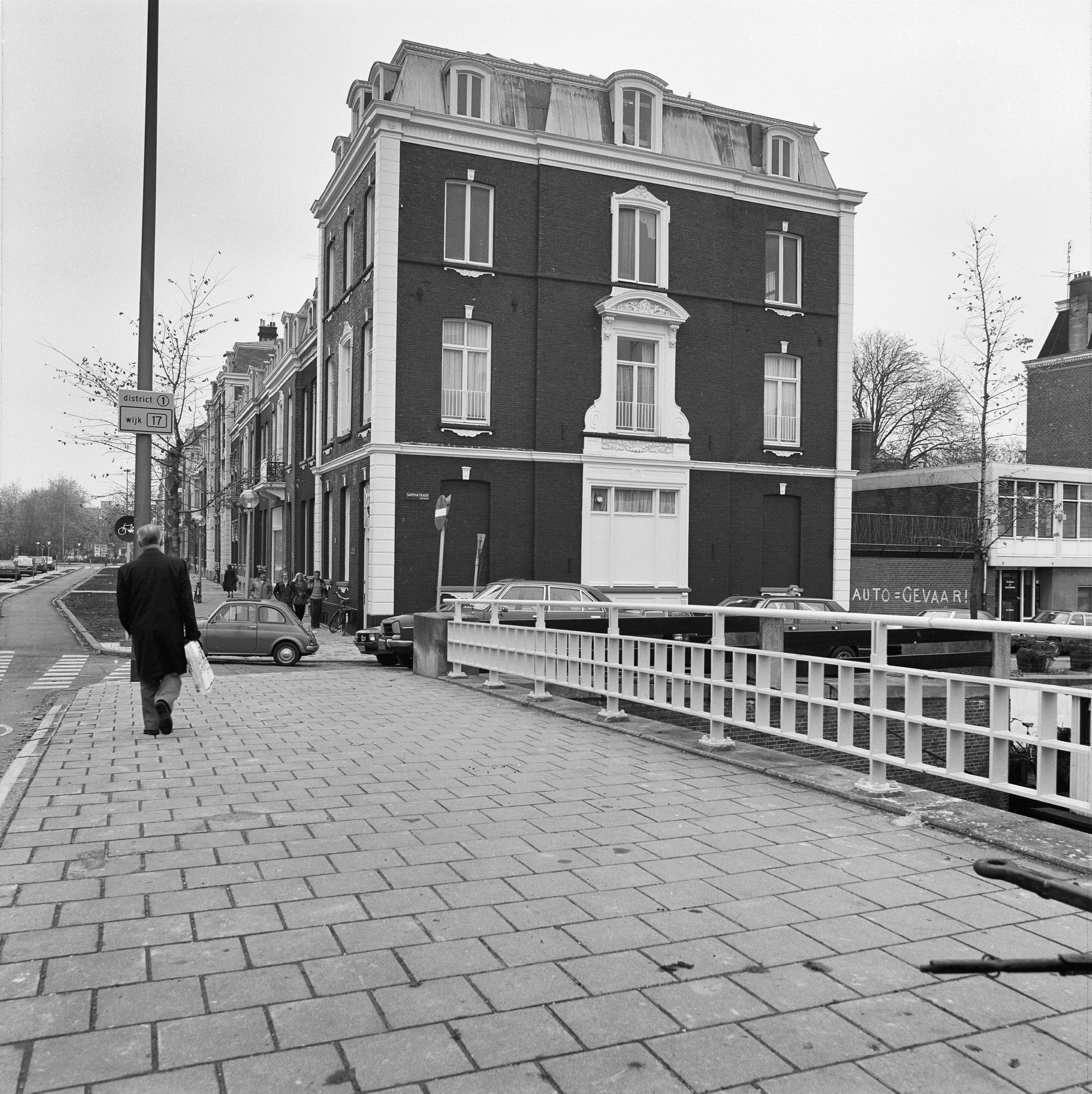
Hoek Oosteinde / Sarphatikade, gezien vanaf brug 247 over Singelgracht